# Slivnica (Vranje)
Slivnica (em cirílico: Сливница) é uma vila da Sérvia localizada no município de Vranje, pertencente ao distrito de Pčinja, na região de Južno Pomoravlje. A sua população era de 78 habitantes segundo o censo de 2011.

## Demografia
| 1948 | 1953 | 1961 | 1971 | 1981 | 1991 | 2002 | 2011 |
| ---- | ---- | ---- | ---- | ---- | ---- | ---- | ---- |
| 566  | 587  | 602  | 552  | 467  | 275  | 143  | 78   |